# عصر اسطوره‌ها: باز روایت
عصر اسطوره‌ها: باز روایت (به انگلیسی: Age of Mythology: Retold) یک بازی ویدئویی به سبک استراتژی هم‌زمان است که با همکاری وردز اج، فورگاتن امپایرز و تانتالوس مدیا توسعه یافته و به‌وسیلهٔ ایکس‌باکس گیم استودیوز منتشر شده است. این بازی به عنوان نسخهٔ بازسازی شده عصر اسطوره‌ها به‌شمار می‌رود، که در ابتدا توسط استودیو انسمبل توسعه یافت و در سال ۲۰۰۲ منتشر شد. این بازی اولین بار در ۲۵ اکتبر ۲۰۲۲ رونمایی شد، و در ۴ سپتامبر ۲۰۲۴ برای مایکروسافت ویندوز و ایکس‌باکس سری اکس/اس در دسترس قرار گرفت. نسخهٔ کنسول پلی‌استیشن ۵ قرار است در ۴ مارس ۲۰۲۵، در کنار انتشار بسته الحاقی «ستون‌های جاودانه» منتشر شود. بازی به‌طور کلی با واکنش‌های مثبتی از سوی منتقدان همراه بود.

## روند بازی
عصر اسطوره‌ها: باز روایت عناصر بازی اصلی را با طراحی استراتژی هم‌زمان مدرن و تصاویر بصری ترکیب می‌کند. این بازی با استفاده از عصر فرمانروایان ۳: نسخه دفینیتیو نسخه بنگ انجین ساخته شده است، و تمام یگان‌ها و انیمیشن‌ها به‌طور کامل برای این بازسازی دوباره ساخته شده‌اند. نسخه بازسازی شده دارای یک نسخه کاملاً سمفونیک جدید از حاشیه صوتی اصلی است که دارای تغییرات و نوسازی‌های متعددی می‌باشد و گزینه‌های بیشتری را برای بازیکنان به ارمغان می‌آورد.
در این بازی نیز، بازیکنان قادر هستند ایزدان اساطیری را از میان پانتئون‌های اسطوره‌شناسی یونانی، نورس، مصری و آتلانتیس انتخاب کنند و از قدرت خود برای احضار موجودات قدرتمند و طلسم علیه دشمنان استفاده کنند.